# Bernardyna Krystyna z Saksonii-Weimar-Eisenach
Bernhardine Christiane Sophie (ur. 5 maja 1724 w Rudolstadt, zm. 5 czerwca 1757 tamże) – księżniczka Saksonii-Weimar i Saksonii-Eisenach oraz poprzez małżeństwo księżna Schwarzburg-Rudolstadt. Pochodziła z rodu Wettynów.
Była córką księcia Saksonii-Weimar (od 1741 również Saksonii-Eisenach) Ernesta Augusta I i jego żony pierwszej żony księżnej Eleonory Wilhelminy z Anhaltu-Köthen.
19 listopada 1744 w Eisenach poślubiła księcia Schwarzburg-Rudolstadt Jana Fryderyka. Para miała sześcioro dzieci:
- księżniczkę Fryderykę (1745–1778)
- córkę (1746–1746)
- syna (1747–1747)
- księżniczkę Zofię Ernestynę (1749–1754)
- księżniczkę Wilhelminę (1751–1780)
- księżniczkę Henriettę Szarlottę (1752–1756)